# Floppotron
A Floppotron Paweł Zadrożniak (becenevén: Silent) lengyel mérnök által megalkotott elektronikus hangszer. Régi, használaton kívüli hardverelemekből épített olyan egyedi elrendezésű eszköz, mely felprogramozás után dallamot képes lejátszani. A jelenlegi 3.0-ás változat 512 floppy meghajtót, 16 merevlemezt és 4 síkágyas szkennert tartalmaz és végeredményben egy gépi zenekar benyomását kelti.

## Fejlesztés

### Első változat
Az eszköz első változata még 2011-ben készült és két floppy meghajtót és egy ATMega mikrokontrollert tartalmazott. A hangot a léptetőmotoraik által mozgatott mágneses olvasófejek keltették. A kívánt hang előállításához megfelelő frekvenciával kell mozgatni az olvasófejeket.
A fejlesztés akkor vált szélesebb körben ismertté, amikor Paweł feltöltötte YouTube-ra az eszköz működésének bemutatásául, amint az a Star Wars filmek egyik betétdalát, az Imperial March-ot játssza. A posztot több mint 6 millióan nézték meg.

### 2.0-ás változat
Paweł 2016-ban továbbfejlesztette a Floppotron első változatát 64 floppy-, 8 merevlemez meghajtóval és két síkágyas szkennerrel. Minden 8-floppy meghajtót magában foglaló oszlop külön 8-csatornás ATMega16 mikrovezérlőhöz csatlakozik, a merevlemezeket két - SMD MOSFET-ekkel megépített - ellenütemű kapcsolás vezérli, a szkennereket pedig boltban készen kapható Arduino Uno.

### 3.0-ás változat
2022-ben megjelent az eszköz még nagyobb változata, a Floppotron 3.0, mely már 512 floppy meghajtót, 16 merevlemezt és 4 síkágyas szkennert tartalmaz. A mennyiségi bővülés mellett (több elem, több kábel, több áramkör, stb.) a rendszer lelke, a firmware-t is teljesen az alapoktól újraírta a fejlesztő. A nagy számú floppy meghajtók nyolcas blokkokban, 3D-nyomtatott sínekkel vannak egymáshoz rögzítve és lényegében egy "floppy-falat" képeznek. A hibajelzések és a vezérlés is nyolcas blokkokban történik, hogy gyorsan kiküszöbölhető legyen egy-egy meghajtó meghibásodása (ez olykor előfordul, hiszen régi hardverekről van szó). Merevlemezből többfélét vásárolt a fejlesztés során, de mivel mindnek más jellegű hangja lett, ezért hangszín szerint csoportosította őket. Minden HDD kapott egy saját kis panelt, működésjelző LED-del, az egyes meghajtókat pedig telefonkábellel kötötte össze. A szkennerek vezérlése nem változott az előzőekhez képest. A rendszer elméleti csúcsteljesítmény-igénye mintegy 1,28kW, melynek biztosításához Paweł egyedi rack-rendszerű tápegységet tervezett.

## Működési alapelvek
Minden villanymotorral rendelkező eszköz képes hangkeltésre. A szkennerek, floppy meghajtók léptetőmotorokat, illetve érzékelőket használnak az olvasófej pozícionálására. A motor által keltett hang a meghajtás sebességétől függ, azaz minél nagyobb a frekvencia, annál magasabb hangot ad ki. A merevlemezek fejeit elektromágnesek pozícionálják és ha a gerjesztőtekercset megtápláló feszültség elég hosszan van jelen, akkor a fej nekilódul és nekiütődik egy mechanikai akadálynak, létrehozva egy dob megütéséhez hasonló hangot.
A Floppotron MIDI fájlokat játszik le, melyeket olyan parancsokká alakít át, melyek megadják, hogy az eszköz mely elemének kell éppen zümmögnie, kattannia, vagy éppen csendben maradnia.

## Zeneátiratok
2019 áprilisában már több, mint 100 dal Floppotron-átiratának felvétele volt megtalálható a fejlesztő YouTube-oldalán. Az átiratok között megtalálható például Michael Jackson Thriller, a Blur Song 2, a DragonForce Through the Fire and Flames vagy éppen az A-ha Take on Me című száma.

## Külső hivatkozások
- Paweł Zadrożniak (Silent) honlapja